# Georg Simon Winter von Adlersflügel
Georg Simon Winter von Adlersflügel (døbt 12. januar 1629 i Ansbach – 22. december 1701 i Quedlinburg) var en tysk ritmester, hestelæge og forfatter, der blandt andet virkede i Danmark under Christian V.

## Virke
Georg Simon Winter var et af den markgrevelige berider Johann Winters 13 børn. Efter at have tjent i den svenske og den spanske hær uddannedes han i årene 1655-1656 under rit- og staldmester i Heidelberg Aurelius Sebastianus Frobenius.
I 1656 giftede han sig med Anna Maria Loedel. 1661 vendte han fra Kurpfalz tilbage til Ansbach og efterfulgte sin fader som derværende berider. I 1672 efter at have været overberider og stutmester først ved markgreve Albrecht II af Brandenburg-Ansbachs hof og dernæst markgreve Johan Frederik af Brandenburg-Ansbach, en kaldelse fra hertug Eberhard III af Württemberg som hertugens stutmester. Her overtog han ledelsen af stutterierne i Marbach og Offenhausen, og følgårdene i Grafeneck og Urech. Men i 1674 forlod han denne stilling, ikke kun på grund af uenigheder med hertugen, men også fordi han mente at hesteavlen i området var på tilbagetog.
Fra da af fokuserede han på sin forfattervirksomhed om kunsten at avle og helbrede heste, og den 9. august 1681 opnåede han at blive adlet af den ivrige hestekender kejser Leopold I, til hvem han også havde dedikeret flere af sine værker.
I 1690 var von Adlersflügel i tjeneste i Brandenburg, hvorefter han tog tjeneste under det danske hof. Under Christian V fik han overdraget stillingen som ritmester ved Christiansborg Rideskole, hvor han var beskæftiget med at fremavle og træne den ældre barokslægt af den danske hesterace knabstrupperne. I 1697 blev han staldmester i Gröningen hvor han levede til sin død.
Sønnen Ludwig Christian Johannes Winter von Adlersflügel (1661-1705) blev hans efterfølger som staldmester i Gröningen. 
Adlerflügels skrifter blev genoptrykt i adskillige oplag, og gjaldt som standardværker om hippiatrikken i det 18. århundrede.

## Værker
- Stutherey Mercurius, oder die gruendliche und kurtz durchgehende Beschreibung, wie eine Stuthe anzurichten, 1670
- Tractatio Nova et Auctior De Re Equaria Complectens partes tres... Neuer und vermehrter Tractat von der Stuterey oder Fohlenzucht, 1672 (digitale Version Arkiveret 30. januar 2012 hos  Wayback Machine)
- Neuer Tractat von der Reith-Kunst, 1674 (digitale Version Arkiveret 4. marts 2016 hos  Wayback Machine)
- Hippiater Expertus, sev medicina equorum absolutissima, Tribus Libris comprehensa: quorum I. Agit de Equorum Temperamentis ... II. De Affectibus internis Thoracis & Abdominis ... III. De omnis generis Unguentis; Oleis; Balsamis & Emplastris in genere ... / Wolerfahrner Ross-Arzt, oder vollständige Ross-Artzney-Kunst, in drei Büchern verabfasset: deren I. Handelt von der Pferde Complexion, ihre Natur und Alter erkennen, alle innerlichen und Äusserlichen Krankheiten heilen, so wie auch wie man dieselben vor bevorstehenden Vebeln verwahr ... II. Von allen und jeden innerlichen Krankheiten der Brust und dess Schmeerbauchs ... III. Von allerhand Salben; Oelen; Balsamen und Pflastern insgemein ..., Norimbergk 1678
- Wolberittener Cavallier: Oder Gründliche Anweisung Zu der Reit- und Zaum-Kunst. - Bellerophon, sive eques peritus. Hoc est: artis equestris accuratissima institutio, opere bipartito, seu duobus libris, absoluta:, 1678
- Curioser Stallmeister oder vollstaendige Ross-Artzney-Kunst, 1692
- Georgii Simonis Winteri Hippiater Expertus, Seu Medicina Equorum Absolutissima. Norimbergae 1678, Online-Ausgabe der Sächsischen Landesbibliothek - Staats- und Universitätsbibliothek Dresden
- Curioser Stallmeister oder vollständige Roß-Artzney-Kunst. [Halberstadt] 1691, Online-Ausgabe der Sächsischen Landesbibliothek - Staats- und Universitätsbibliothek Dresden